# Lisa Marie Varon
Lisa Marie Varon (geboortenaam Sole; San Bernardino (Californië), 10 februari 1971) is een Amerikaans voormalig bodybuilder en professioneel worstelaarster die vooral bekend is van haar tijd bij World Wrestling Entertainment als Victoria, van 2001 tot 2009, en Total Nonstop Action Wrestling als Tara, van 2009 tot 2013.

## Bodybuilding
Als amateur bodybuilder won Varon haar eerste competitie bij de middelgewichten in 1995. Later deed Varon ook mee aan de fitness competities van de ESPN's Fitness America Series in 1997 en in 1998 en ze won 1 keer (1997).

## Professioneel worstelcarrière

### World Wrestling Federation/Entertainment

#### Training
Nadat Varon naar Los Angeles verhuisde, werkte Varon als een trainer op de gym,Crunch Fitness, waar ze World Wrestling Federation-worstelaarster, Chyna, ontmoette. Varon maakte haar biografie en verzond ze die naar de WWF. Varon had geen ervaring met het professioneel worstelen en in juni 2000 ging ze trainen op Ultimate Pro Wrestling (UPW). Z worstelde onder de ringnaam Head Bitch In Charge (HBIC) en verscheen in een cheerleadingkosttum, een gimmick dat vergeleken was met WCW Nitro Girl, Miss Hancock. Tijdens haar eerste show van UPW, was WWF-talentscout, Bruce Pritchard, onder de indruk van haar optreden.
Varon maakte haar televisiedebuut in de WWF als een van de prostituees van The Godfather. Na haar debuut kreeg Varon een nieuwe ringnaam en dat was Victoria. In november 2000 verdween ze van de televisie en ging naar de Memphis Championship Wrestling (MCW), dat ook als een opleidingscentrum van WWF fungeerde, voor een groots opgezette training. Victoria kreeg snel de rol van een commissaris van de WCW en ze was betrokken in een verhaallijn vetes met Stacy Carter en Ivory. Nadat de MCW gesloten werd, verhuisde ze naar Louisville (Kentucky) om te trainen in Ohio Valley Wrestling (OVW) als Queen Victoria. Ze werd de manager van het tag team, Basham Brothers.

#### Ringdebuut en relatie met Stevie Richards

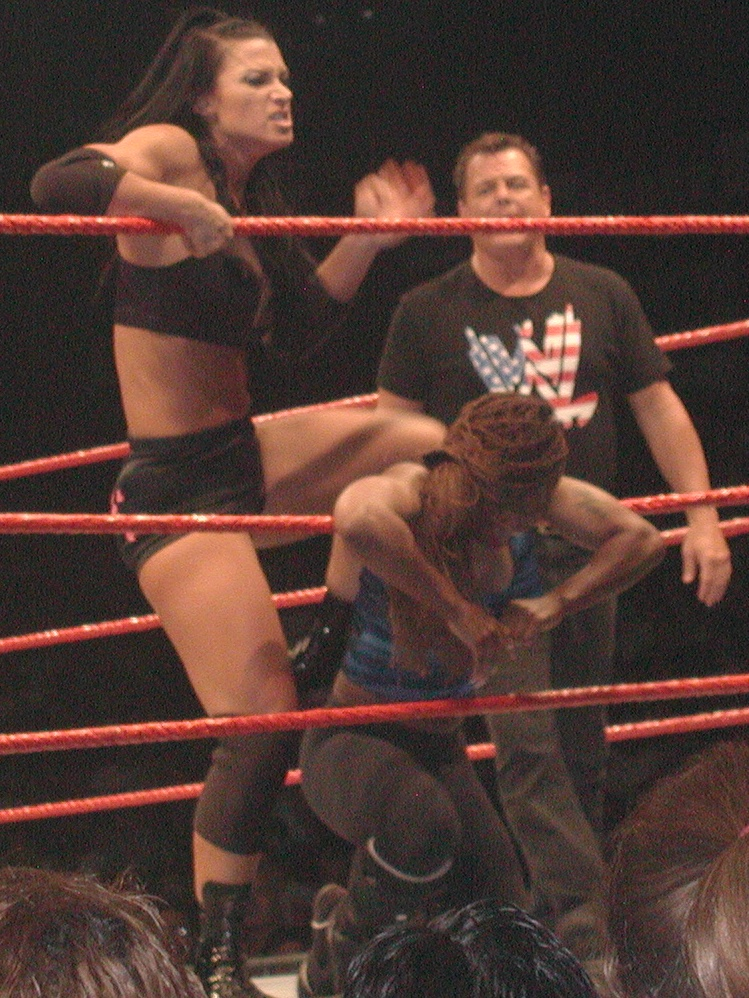
Victoria worstelt tegen Jazz op een Raw-show

In een aflevering van Sunday Night Heat op 7 juli 2002, maakte Varon haar rentree in de vernoemde World Wrestling Entertainment als Victoria. Op die avond had ze een angle met Women's Champion, Trish Stratus. Haar eerste pay-per-viewwedstrijd was op No Mercy 2002 waarbij Victoria verloor van Stratus. Op Survivor Series 2002 was Victoria geboekt voor een Hardcore match tegen kampioen Stratus waarbij Victoria de wedstrijd won en veroverde voor de eerste keer het WWE Women's Championship. Na een succesvolle titelverdediging tegen Stacy Keibler waarbij Victoria met haar nieuwe finisher, de "Widows Peak", Keibler versloeg. Terwijl ze in de ring aangevallen werd door Stratus, verscheen Steven Richards om Victoria te bevrijden en zo begon hun relatie. In maart 2003, op WrestleMania XIX, moest Victoria haar titel verdedigen in een Triple Threat match tegen Stratus en Jazz waarbij Stratus de wedstrijd won en heroverde het Women's Championship.
In het najaar van 2003, begon Victoria een nieuwe vete met Women's Champion Molly Holly. Op 23 februari 2004, was Victoria geboekt om de Fatal Four-Way Elimination match te winnen van kampioen Holly, Lita en Jazz om het Women's Championship voor de tweede keer te veroveren. Op Bad Blood 2004 moest ze de titel afstaan aan Stratus. Later beëindigde Victoria haar relatie met Richards nadat hij meermaals de wedstrijden van Victoria verstoorde.

#### Vince's Devils

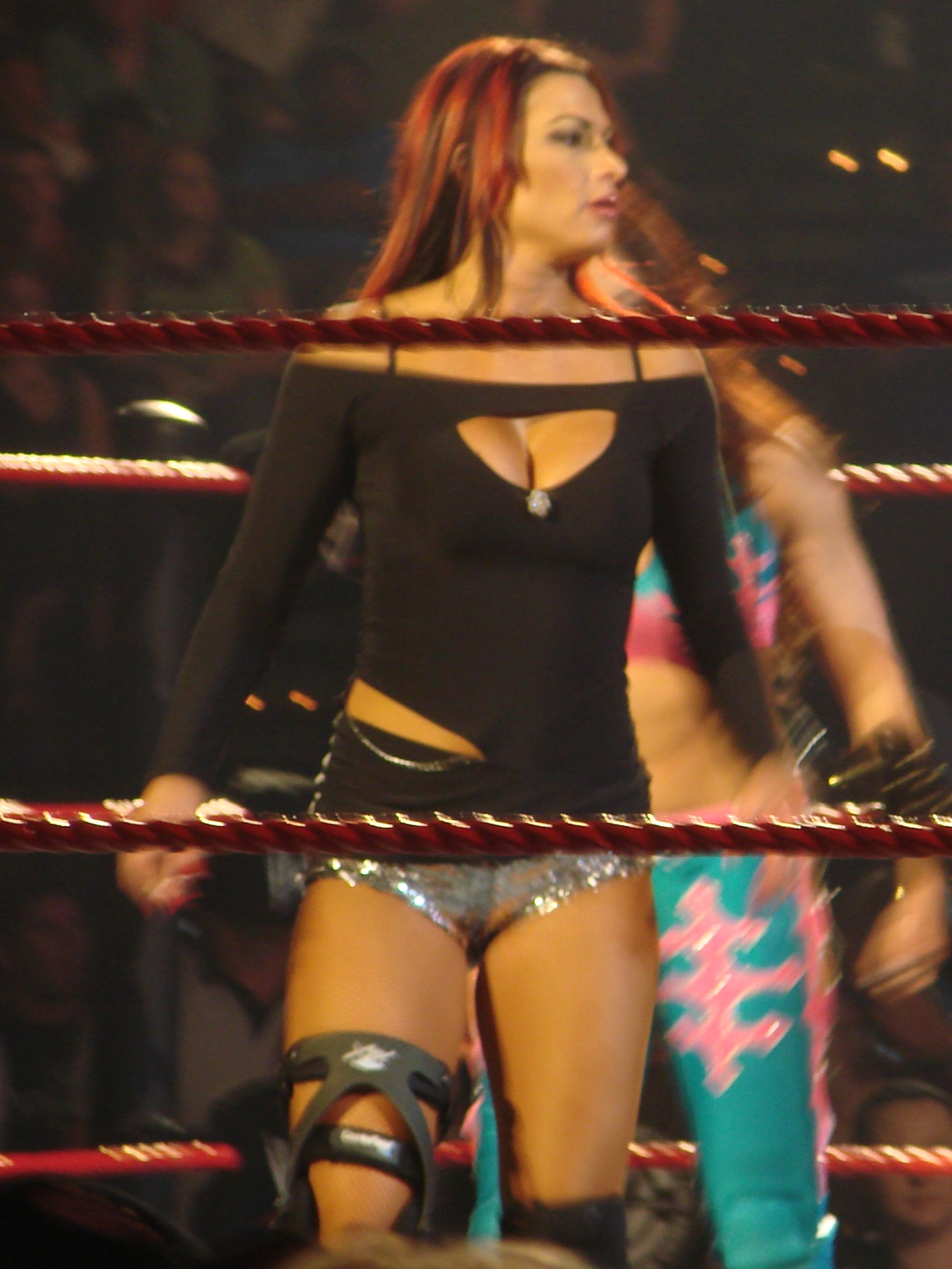
Victoria in 2007

In augustus 2005 richtten Candice Michelle, Torrie Wilson en Victoria met Ladies in Pink en later Vince's Devils een stable op. De volgende maanden had de groep een vete met het duo Stratus en Ashley Massaro. De vete bereikte zijn hoogtepunt op WWE Homecoming, waarbij de groep de Handicap Bra and Panties match verloor van Stratus en Massaro.
In een aflevering van Raw op 6 maart 2006, tijdens de onthulling van Candice's Playboy-cover, keerde Vicoria en Candice tegen Torrie en startten een verhaallijn tussen de voormalige teamleden. Op 17 juli 2006 werd de alliantie tussen Victoria en Candice beëindigd omdat Victoria en Mickie James de tag team match verloren van Wilson en Stratus waarbij Candice de scheidsrechter was.
In januari 2007 kreeg Victoria de kans om het Women's Championship te veroveren op New Year's Revolution 2007, maar ze verloor van kampioene James. 

#### SmackDown! en vertrek
Als onderdeel van de WWE Draft (2007), op 17 juni 2007, werd ze lid van de SmackDown!-rooster. Ze kreeg een nieuwe verhaallijn waarbij ze een relatie begon met Kenny Dykstra. Het duo had een vete met Torrie Wilson en Jimmy Wang Yang en ook met Michelle McCool en Chuck Palumbo. 
In april 2008 verbond Victoria zichzelf met haar "beste vriend" Natalya. Op 28 april 2008, op Backlash vormde Victoria een team met Beth Phoenix, Natalya, Jillian Hall, Layla en Melina om Mickie James, Maria Kanellis, Ashley, McCool, Cherry en Kelly Kelly te verslaan. In een aflevering van SmackDown op 26 september 2008, verloren Victoria en Natalya van de tweelingzussen, Brie en Nikki Bella. In een aflevering van SmackDown op 21 november 2008, verloren Victoria en Natalya opnieuw van Brie en Nikki Bella.
In een aflevering van SmackDown op 16 januari 2006, maakte Victoria bekend dat ze, na een verloren wedstrijd tegen McCool, mogelijk op pensioen ging. Na haar vertrek van WWE, begon Varon te trainen voor een carrière in de mixed martial arts en oefende Jiu Jitsu.
In april 2009 keerde ze eenmalig terug naar de WWE op WrestleMania XXV waarbij ze deelnam aan de 25 Divas battle royal. Uiteindelijk werd ze geëlimineerd door de The Bella Twins.

## In worstelen
- Afwerking en kenmerkende bewegingen
  - Widow's Peak (Gory neckbreaker)
  - Spider's Web (Fireman's carry twisted and dropped into a swinging sidewalk slam)
  - A-rack-nophobia (Argentine backbreaker rack drop)
  - Black Widow (Sitout inverted front powerslam)
  - Bridging reverse chinlock
  - Hair-pull Gory special
  - Military press slam
  - Moonsault
  - One–handed cartwheel, gvolgd door een hammerlock
  - Superkick of een savate kick
  - Slingshot somersault leg drop

- Kenmerkende object/wapen
  - Poison - TNA

- Managers
  - Kenny Dykstra
  - Damaja
  - Doug Basham
  - Steve Bradley
  - Stevie Richards
  - Natalya

- Bijnamen
  - "The Vicious Vixen"
  - "The Black Widow"

## Prestaties

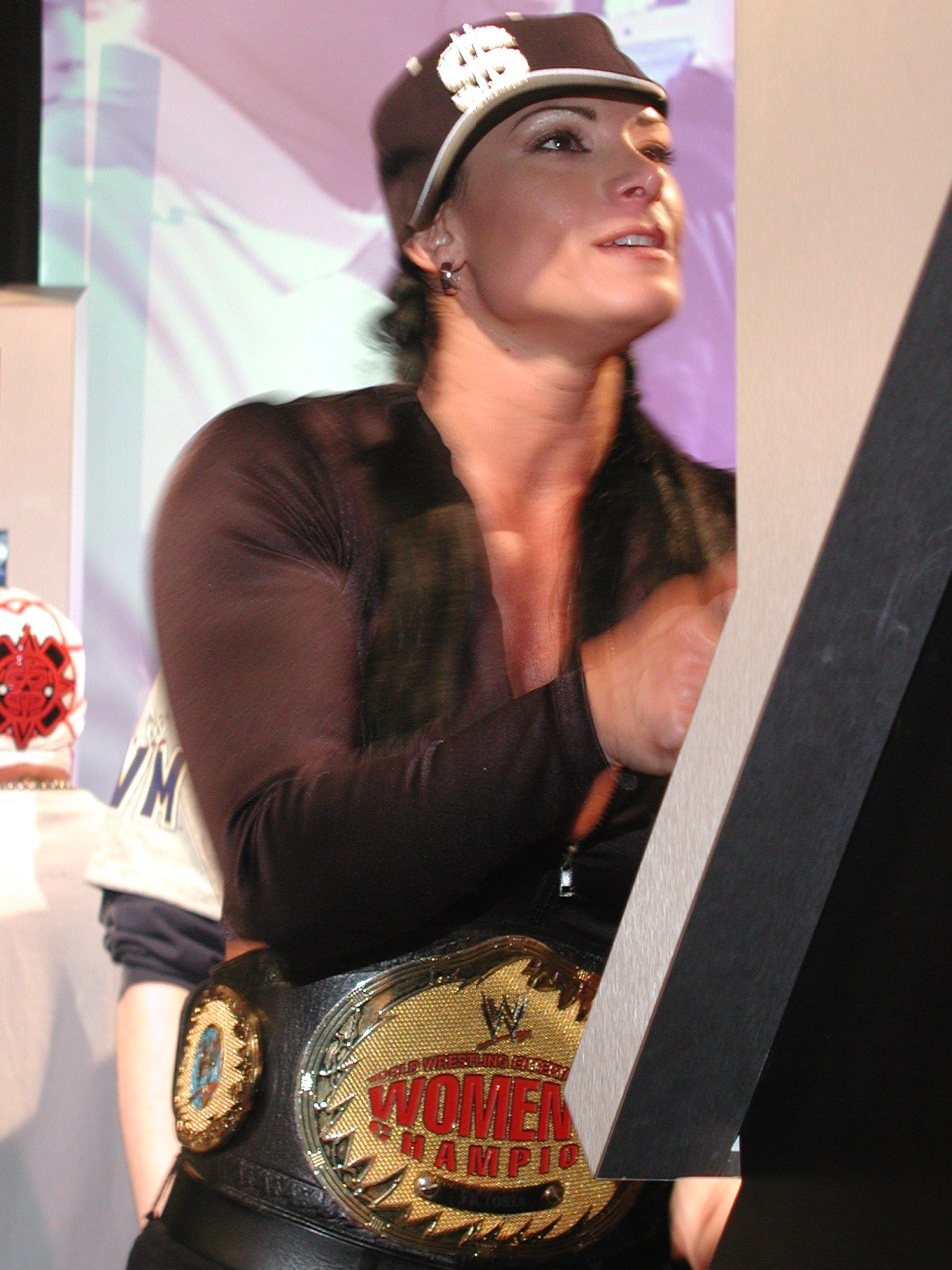
Victoria als WWE Women's Champion.jpg

### Cheerleading
- National Cheerleading Association
  - NCA All-American Award

### Fitness en lichaam competitie
- Debbie Kruck Fitness Classic
  - 1ste (Tall Class; 1999)

- ESPN2 Fitness America Series
  - 1ste plaats (1997)
  - 2de plaats(1998)

- Lifequest Triple Crown
  - Top 20 (1997)

- National Physique Committee
  - NPC Inland Empire, Middleweight – 1ste plaats (1995)
  - NPC Team Universe, Tall Class – 2de plaats (1999)

- Women's Tri-Fitness
  - Ironwoman Tri-Fitness – 4de (1998)

### Professioneel worstelen
- Pro Wrestling Illustrated
  - PWI Woman of the Year (2004)

- Total Nonstop Action Wrestling
  - TNA Women's Knockout Championship (5 keer)
  - TNA Knockout Tag Team Championship (1 keer met Brooke/Miss Tessmacher)

- World Wrestling Entertainment
  - WWE Women's Championship (2 keer)